# Позагалактична планета

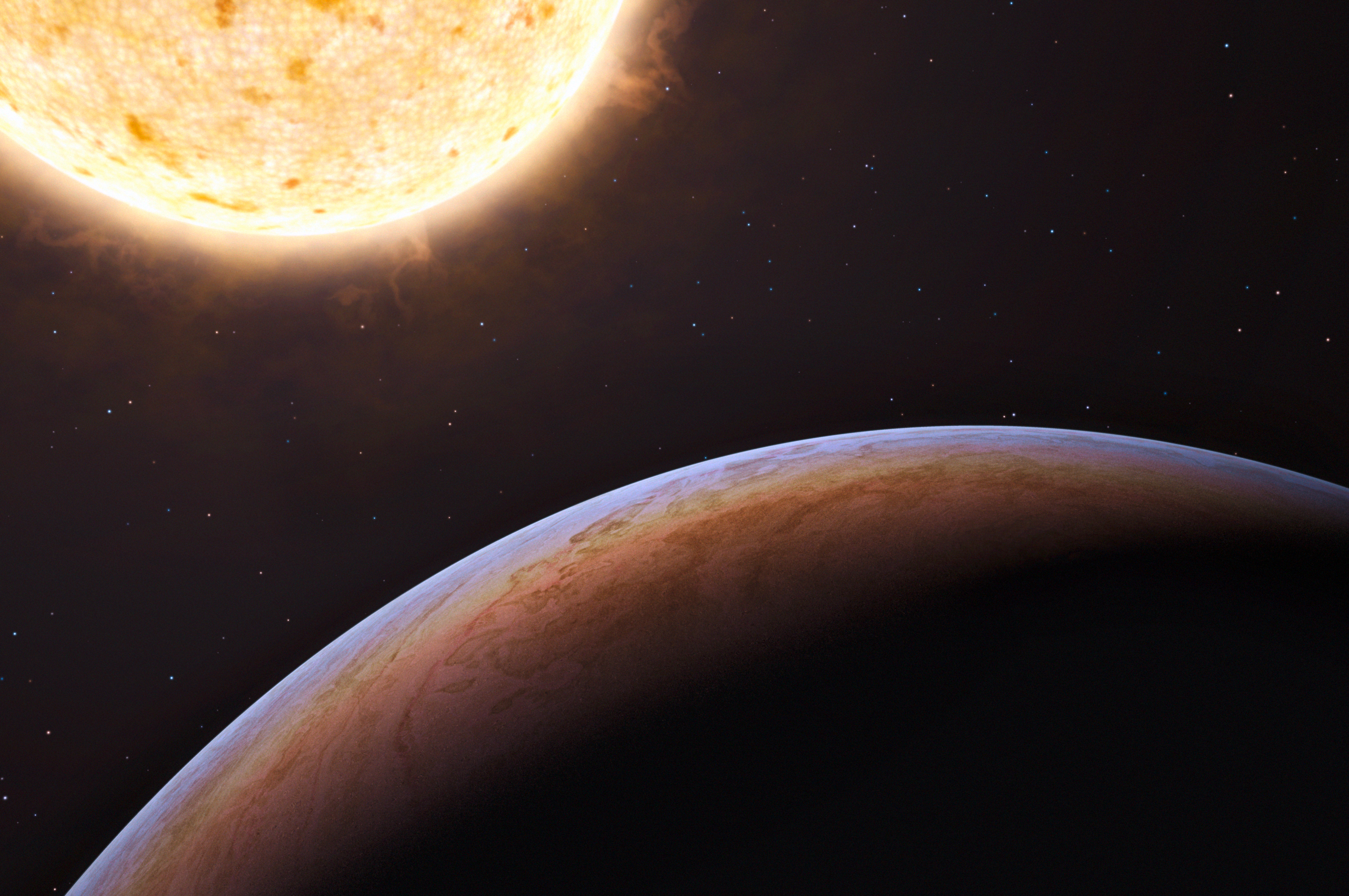
HIP 13044 b, перша відкрита планета позагалактичного походження (в уявленні художника).

Позагалакти́чна плане́та — це планета, що знаходиться за межами галактики Чумацький Шлях. Також може позначатися терміном «позагалактична екзопланета».

## Планета яка спостерігається в зв'язку з системою Подвійного квазара
Ефект мікролінзування в системі подвійного квазара вперше був виявлений Рудольфом Шілдом в 1996 році. Цей ефект спостерігався в частці «А» спотвореного гравітаційним лінзуванням зображення квазара. Цей ефект був пояснений спотворенням, яке викликає планета масою в 3 маси Землі, що знаходиться в лінзуючій галактиці YGKOW G1. Так вперше була теоретично передбачена позагалактична планета. Однак, при повторних спостереженнях зазначений ефект не був виявлений. Передбачена планета знаходиться від Землі на відстані в 4 мільярди світлових років.

## Планети в галактиці Андромеди
Передбачувана позагалактична планета була виявлена в галактиці Андромеди найближчої до нас великій галактиці. Вона була відкрита завдяки виробленому нею гравітаційному мікролінзуванню. Характер гравітаційного спотворення світла вказує на зірку із супутником меншого розміру (від 6 до 7 мас Юпітера). Це — перша планета, теоретично передбачена в галактиці Андромеди.

## HIP 13044
HIP 13044 — це зірка, що знаходиться на відстані приблизно 2000 світлових років від Землі, тобто ще в межах галактики Чумацький Шлях. Близько цієї зірки була виявлена екзопланета HIP 13044 b. Найцікавіше те, що ця зірка є частиною так званого зоряного потоку Хелмі. Він же, в свою чергу, являє собою залишки невеликої галактики, яка зіткнулася з галактикою Чумацький Шлях була розірвана і поглинена нею близько 6 мільярдів років тому. Вік зірки HIP 13044 перевищує 6 мільярдів років.  

## Перші підтверджені позагалактичні планети у RX J1131-1231
Сигнали групи планет на відстані 3,8 мільярда світлових років були відкриті завдяки гравітаційному мікролінзуванню від надмасивної чорної діри у квазарі RX J1131-1231. За допомогою моделювання було відкрито близько 2000 незв’язаних з зорями планет у проміжку між квазарами. Вчені також встановили, що їхня маса варіюється у межах між масою Місяця та масою Юпітера, до маси зорі головної послідовності.